# Фигурное катание на зимних Олимпийских играх 1936
Соревнования по фигурному катанию на IV зимних Олимпийских Играх прошли с 9-го по 14 февраля 1936 года в Гармиш-Партенкирхене на искусственном льду Олимпийского Конькобежного Центра. Спортсмены соревновались в трёх дисциплинах: в мужском и женском одиночном катании и в парах.

## Медали

### Общий медальный зачёт
| Место | Страна         | Золото | Серебро | Бронза | Всего |
| ----- | -------------- | ------ | ------- | ------ | ----- |
| 1     | Австрия        | 1      | 1       | 1      | 3     |
| 2     | Германия       | 1      | 1       | 0      | 2     |
| 3     | Норвегия       | 1      | 0       | 0      | 1     |
| 4     | Великобритания | 0      | 1       | 0      | 1     |
| 5     | Швеция         | 0      | 0       | 1      | 1     |
| 5     | Венгрия        | 0      | 0       | 1      | 1     |
|       |                |        |         |        |       |
| Всего | Всего          | 3      | 3       | 3      | 9     |

### Медалисты
| Дисциплина                       | Золото                                | Серебро                              | Бронза                                 |
| Мужское одиночное катание детали | Карл Шефер Австрия                    | Эрнст Байер Германия                 | Феликс Каспар Австрия                  |
| Женское одиночное катание детали | Соня Хени Норвегия                    | Сесилия Колледж Великобритания       | Виви-Анн Хюльтен Швеция                |
| Парное катание детали            | Германия · Макси Гербер · Эрнст Байер | Австрия · Ильзе Паузин · Эрик Паузин | Венгрия · Эмилия Роттер · Ласло Соллаш |

## Представительство по странам
Всего в Олимпийских играх приняли участие 84 фигуриста (41 мужчина и 43 женщины) из 17 стран (в скобках указано количество фигуристов от страны):
- Австрия (12)
- Бельгия (4)
- Венгрия (7)
- Великобритания (12)
- Германия (7)
- Италия (2)
- Канада (6)
- Латвия (4)
- Норвегия (4)
- Румыния (3)
- США (9)
- Чехословакия (3)
- Финляндия (1)
- Швейцария (2)
- Швеция (1)
- Эстония (2)
- Япония (5)

## Факты
- В соревнованиях по фигурному катанию на IV зимних Олимпийских Играх приняло участие 84 фигуриста (рекорд игр для фигурного катания) и рекордное количество спортивных делегаций из 17 стран.
- Самой молодой фигуристкой на Олимпиаде-1936 была Эцуко Инада из Японии, выступающая как одиночница, ей было на тот момент 12 лет и 4 дня.
- Самым старшим фигуристом на Олимпиаде-1936 был Вернес Ауис из Латвии, выступающий как одиночник, ему было 46 лет и 186 дней.
- Единственный раз в фигурном катании на Олимпийских играх участвовал участник мирового первенства по футболу, представляющий Румынию.
- На IV зимних Олимпийских Играх в спортивную делегацию из Румынии кроме мужчин входила одна женщина, и она выступала в фигурном катании.
- Немецкая фигуристка Макси Гербер стала самой молодой олимпийской чемпионкой в истории зимних Олимпийских игр.